# Bileatîci, Sarnî
Bileatîci (în ucraineană Білятичі) este un sat în comuna Liubîkovîci din raionul Sarnî, regiunea Rivne, Ucraina.

## Demografie
Componența lingvistică a localității Bileatîci
     Ucraineană (99,57%)
     Alte limbi (0,42%)
Conform recensământului din 2001, majoritatea populației localității Bileatîci era vorbitoare de ucraineană (99,57%), existând în minoritate și vorbitori de alte limbi.